# 1464
Portal Geschichte | Portal Biografien | Aktuelle Ereignisse | Jahreskalender | Tagesartikel

◄ |
14. Jahrhundert |
15. Jahrhundert
| 16. Jahrhundert | ►

◄ |
1430er |
1440er |
1450er |
1460er
| 1470er | 1480er | 1490er | ►

◄◄ |
◄ |
1460 |
1461 |
1462 |
1463 |
1464
| 1465 | 1466 | 1467 | 1468 | ► | ►►
Staatsoberhäupter  · Nekrolog
| Januar | Januar | Januar | Januar | Januar | Januar | Januar | Januar |
| Kw     | Mo     | Di     | Mi     | Do     | Fr     | Sa     | So     |
| ------ | ------ | ------ | ------ | ------ | ------ | ------ | ------ |
| 52     |        |        |        |        |        |        | 1      |
| 1      | 2      | 3      | 4      | 5      | 6      | 7      | 8      |
| 2      | 9      | 10     | 11     | 12     | 13     | 14     | 15     |
| 3      | 16     | 17     | 18     | 19     | 20     | 21     | 22     |
| 4      | 23     | 24     | 25     | 26     | 27     | 28     | 29     |
| 5      | 30     | 31     |        |        |        |        |        |

| Februar | Februar | Februar | Februar | Februar | Februar | Februar | Februar |
| Kw      | Mo      | Di      | Mi      | Do      | Fr      | Sa      | So      |
| ------- | ------- | ------- | ------- | ------- | ------- | ------- | ------- |
| 5       |         |         | 1       | 2       | 3       | 4       | 5       |
| 6       | 6       | 7       | 8       | 9       | 10      | 11      | 12      |
| 7       | 13      | 14      | 15      | 16      | 17      | 18      | 19      |
| 8       | 20      | 21      | 22      | 23      | 24      | 25      | 26      |
| 9       | 27      | 28      | 29      |         |         |         |         |

| März | März | März | März | März | März | März | März |
| Kw   | Mo   | Di   | Mi   | Do   | Fr   | Sa   | So   |
| ---- | ---- | ---- | ---- | ---- | ---- | ---- | ---- |
| 9    |      |      |      | 1    | 2    | 3    | 4    |
| 10   | 5    | 6    | 7    | 8    | 9    | 10   | 11   |
| 11   | 12   | 13   | 14   | 15   | 16   | 17   | 18   |
| 12   | 19   | 20   | 21   | 22   | 23   | 24   | 25   |
| 13   | 26   | 27   | 28   | 29   | 30   | 31   |      |

| April | April | April | April | April | April | April | April |
| Kw    | Mo    | Di    | Mi    | Do    | Fr    | Sa    | So    |
| ----- | ----- | ----- | ----- | ----- | ----- | ----- | ----- |
| 13    |       |       |       |       |       |       | 1     |
| 14    | 2     | 3     | 4     | 5     | 6     | 7     | 8     |
| 15    | 9     | 10    | 11    | 12    | 13    | 14    | 15    |
| 16    | 16    | 17    | 18    | 19    | 20    | 21    | 22    |
| 17    | 23    | 24    | 25    | 26    | 27    | 28    | 29    |
| 18    | 30    |       |       |       |       |       |       |

| Mai | Mai | Mai | Mai | Mai | Mai | Mai | Mai |
| Kw  | Mo  | Di  | Mi  | Do  | Fr  | Sa  | So  |
| --- | --- | --- | --- | --- | --- | --- | --- |
| 18  |     | 1   | 2   | 3   | 4   | 5   | 6   |
| 19  | 7   | 8   | 9   | 10  | 11  | 12  | 13  |
| 20  | 14  | 15  | 16  | 17  | 18  | 19  | 20  |
| 21  | 21  | 22  | 23  | 24  | 25  | 26  | 27  |
| 22  | 28  | 29  | 30  | 31  |     |     |     |

| Juni | Juni | Juni | Juni | Juni | Juni | Juni | Juni |
| Kw   | Mo   | Di   | Mi   | Do   | Fr   | Sa   | So   |
| ---- | ---- | ---- | ---- | ---- | ---- | ---- | ---- |
| 22   |      |      |      |      | 1    | 2    | 3    |
| 23   | 4    | 5    | 6    | 7    | 8    | 9    | 10   |
| 24   | 11   | 12   | 13   | 14   | 15   | 16   | 17   |
| 25   | 18   | 19   | 20   | 21   | 22   | 23   | 24   |
| 26   | 25   | 26   | 27   | 28   | 29   | 30   |      |

| Juli | Juli | Juli | Juli | Juli | Juli | Juli | Juli |
| Kw   | Mo   | Di   | Mi   | Do   | Fr   | Sa   | So   |
| ---- | ---- | ---- | ---- | ---- | ---- | ---- | ---- |
| 26   |      |      |      |      |      |      | 1    |
| 27   | 2    | 3    | 4    | 5    | 6    | 7    | 8    |
| 28   | 9    | 10   | 11   | 12   | 13   | 14   | 15   |
| 29   | 16   | 17   | 18   | 19   | 20   | 21   | 22   |
| 30   | 23   | 24   | 25   | 26   | 27   | 28   | 29   |
| 31   | 30   | 31   |      |      |      |      |      |

| August | August | August | August | August | August | August | August |
| Kw     | Mo     | Di     | Mi     | Do     | Fr     | Sa     | So     |
| ------ | ------ | ------ | ------ | ------ | ------ | ------ | ------ |
| 31     |        |        | 1      | 2      | 3      | 4      | 5      |
| 32     | 6      | 7      | 8      | 9      | 10     | 11     | 12     |
| 33     | 13     | 14     | 15     | 16     | 17     | 18     | 19     |
| 34     | 20     | 21     | 22     | 23     | 24     | 25     | 26     |
| 35     | 27     | 28     | 29     | 30     | 31     |        |        |

| September | September | September | September | September | September | September | September |
| Kw        | Mo        | Di        | Mi        | Do        | Fr        | Sa        | So        |
| --------- | --------- | --------- | --------- | --------- | --------- | --------- | --------- |
| 35        |           |           |           |           |           | 1         | 2         |
| 36        | 3         | 4         | 5         | 6         | 7         | 8         | 9         |
| 37        | 10        | 11        | 12        | 13        | 14        | 15        | 16        |
| 38        | 17        | 18        | 19        | 20        | 21        | 22        | 23        |
| 39        | 24        | 25        | 26        | 27        | 28        | 29        | 30        |

| Oktober | Oktober | Oktober | Oktober | Oktober | Oktober | Oktober | Oktober |
| Kw      | Mo      | Di      | Mi      | Do      | Fr      | Sa      | So      |
| ------- | ------- | ------- | ------- | ------- | ------- | ------- | ------- |
| 40      | 1       | 2       | 3       | 4       | 5       | 6       | 7       |
| 41      | 8       | 9       | 10      | 11      | 12      | 13      | 14      |
| 42      | 15      | 16      | 17      | 18      | 19      | 20      | 21      |
| 43      | 22      | 23      | 24      | 25      | 26      | 27      | 28      |
| 44      | 29      | 30      | 31      |         |         |         |         |

| November | November | November | November | November | November | November | November |
| Kw       | Mo       | Di       | Mi       | Do       | Fr       | Sa       | So       |
| -------- | -------- | -------- | -------- | -------- | -------- | -------- | -------- |
| 44       |          |          |          | 1        | 2        | 3        | 4        |
| 45       | 5        | 6        | 7        | 8        | 9        | 10       | 11       |
| 46       | 12       | 13       | 14       | 15       | 16       | 17       | 18       |
| 47       | 19       | 20       | 21       | 22       | 23       | 24       | 25       |
| 48       | 26       | 27       | 28       | 29       | 30       |          |          |

| Dezember | Dezember | Dezember | Dezember | Dezember | Dezember | Dezember | Dezember |
| Kw       | Mo       | Di       | Mi       | Do       | Fr       | Sa       | So       |
| -------- | -------- | -------- | -------- | -------- | -------- | -------- | -------- |
| 48       |          |          |          |          |          | 1        | 2        |
| 49       | 3        | 4        | 5        | 6        | 7        | 8        | 9        |
| 50       | 10       | 11       | 12       | 13       | 14       | 15       | 16       |
| 51       | 17       | 18       | 19       | 20       | 21       | 22       | 23       |
| 52       | 24       | 25       | 26       | 27       | 28       | 29       | 30       |
| 1        | 31       |          |          |          |          |          |          |

| Januar | Januar | Januar | Januar | Januar | Januar | Januar | Januar |
| Kw     | Mo     | Di     | Mi     | Do     | Fr     | Sa     | So     |
| ------ | ------ | ------ | ------ | ------ | ------ | ------ | ------ |
| 52     |        |        |        |        |        |        | 1      |
| 1      | 2      | 3      | 4      | 5      | 6      | 7      | 8      |
| 2      | 9      | 10     | 11     | 12     | 13     | 14     | 15     |
| 3      | 16     | 17     | 18     | 19     | 20     | 21     | 22     |
| 4      | 23     | 24     | 25     | 26     | 27     | 28     | 29     |
| 5      | 30     | 31     |        |        |        |        |        |

| Februar | Februar | Februar | Februar | Februar | Februar | Februar | Februar |
| Kw      | Mo      | Di      | Mi      | Do      | Fr      | Sa      | So      |
| ------- | ------- | ------- | ------- | ------- | ------- | ------- | ------- |
| 5       |         |         | 1       | 2       | 3       | 4       | 5       |
| 6       | 6       | 7       | 8       | 9       | 10      | 11      | 12      |
| 7       | 13      | 14      | 15      | 16      | 17      | 18      | 19      |
| 8       | 20      | 21      | 22      | 23      | 24      | 25      | 26      |
| 9       | 27      | 28      | 29      |         |         |         |         |

| März | März | März | März | März | März | März | März |
| Kw   | Mo   | Di   | Mi   | Do   | Fr   | Sa   | So   |
| ---- | ---- | ---- | ---- | ---- | ---- | ---- | ---- |
| 9    |      |      |      | 1    | 2    | 3    | 4    |
| 10   | 5    | 6    | 7    | 8    | 9    | 10   | 11   |
| 11   | 12   | 13   | 14   | 15   | 16   | 17   | 18   |
| 12   | 19   | 20   | 21   | 22   | 23   | 24   | 25   |
| 13   | 26   | 27   | 28   | 29   | 30   | 31   |      |

| April | April | April | April | April | April | April | April |
| Kw    | Mo    | Di    | Mi    | Do    | Fr    | Sa    | So    |
| ----- | ----- | ----- | ----- | ----- | ----- | ----- | ----- |
| 13    |       |       |       |       |       |       | 1     |
| 14    | 2     | 3     | 4     | 5     | 6     | 7     | 8     |
| 15    | 9     | 10    | 11    | 12    | 13    | 14    | 15    |
| 16    | 16    | 17    | 18    | 19    | 20    | 21    | 22    |
| 17    | 23    | 24    | 25    | 26    | 27    | 28    | 29    |
| 18    | 30    |       |       |       |       |       |       |

| Mai | Mai | Mai | Mai | Mai | Mai | Mai | Mai |
| Kw  | Mo  | Di  | Mi  | Do  | Fr  | Sa  | So  |
| --- | --- | --- | --- | --- | --- | --- | --- |
| 18  |     | 1   | 2   | 3   | 4   | 5   | 6   |
| 19  | 7   | 8   | 9   | 10  | 11  | 12  | 13  |
| 20  | 14  | 15  | 16  | 17  | 18  | 19  | 20  |
| 21  | 21  | 22  | 23  | 24  | 25  | 26  | 27  |
| 22  | 28  | 29  | 30  | 31  |     |     |     |

| Juni | Juni | Juni | Juni | Juni | Juni | Juni | Juni |
| Kw   | Mo   | Di   | Mi   | Do   | Fr   | Sa   | So   |
| ---- | ---- | ---- | ---- | ---- | ---- | ---- | ---- |
| 22   |      |      |      |      | 1    | 2    | 3    |
| 23   | 4    | 5    | 6    | 7    | 8    | 9    | 10   |
| 24   | 11   | 12   | 13   | 14   | 15   | 16   | 17   |
| 25   | 18   | 19   | 20   | 21   | 22   | 23   | 24   |
| 26   | 25   | 26   | 27   | 28   | 29   | 30   |      |

| Juli | Juli | Juli | Juli | Juli | Juli | Juli | Juli |
| Kw   | Mo   | Di   | Mi   | Do   | Fr   | Sa   | So   |
| ---- | ---- | ---- | ---- | ---- | ---- | ---- | ---- |
| 26   |      |      |      |      |      |      | 1    |
| 27   | 2    | 3    | 4    | 5    | 6    | 7    | 8    |
| 28   | 9    | 10   | 11   | 12   | 13   | 14   | 15   |
| 29   | 16   | 17   | 18   | 19   | 20   | 21   | 22   |
| 30   | 23   | 24   | 25   | 26   | 27   | 28   | 29   |
| 31   | 30   | 31   |      |      |      |      |      |

| August | August | August | August | August | August | August | August |
| Kw     | Mo     | Di     | Mi     | Do     | Fr     | Sa     | So     |
| ------ | ------ | ------ | ------ | ------ | ------ | ------ | ------ |
| 31     |        |        | 1      | 2      | 3      | 4      | 5      |
| 32     | 6      | 7      | 8      | 9      | 10     | 11     | 12     |
| 33     | 13     | 14     | 15     | 16     | 17     | 18     | 19     |
| 34     | 20     | 21     | 22     | 23     | 24     | 25     | 26     |
| 35     | 27     | 28     | 29     | 30     | 31     |        |        |

| September | September | September | September | September | September | September | September |
| Kw        | Mo        | Di        | Mi        | Do        | Fr        | Sa        | So        |
| --------- | --------- | --------- | --------- | --------- | --------- | --------- | --------- |
| 35        |           |           |           |           |           | 1         | 2         |
| 36        | 3         | 4         | 5         | 6         | 7         | 8         | 9         |
| 37        | 10        | 11        | 12        | 13        | 14        | 15        | 16        |
| 38        | 17        | 18        | 19        | 20        | 21        | 22        | 23        |
| 39        | 24        | 25        | 26        | 27        | 28        | 29        | 30        |

| Oktober | Oktober | Oktober | Oktober | Oktober | Oktober | Oktober | Oktober |
| Kw      | Mo      | Di      | Mi      | Do      | Fr      | Sa      | So      |
| ------- | ------- | ------- | ------- | ------- | ------- | ------- | ------- |
| 40      | 1       | 2       | 3       | 4       | 5       | 6       | 7       |
| 41      | 8       | 9       | 10      | 11      | 12      | 13      | 14      |
| 42      | 15      | 16      | 17      | 18      | 19      | 20      | 21      |
| 43      | 22      | 23      | 24      | 25      | 26      | 27      | 28      |
| 44      | 29      | 30      | 31      |         |         |         |         |

| November | November | November | November | November | November | November | November |
| Kw       | Mo       | Di       | Mi       | Do       | Fr       | Sa       | So       |
| -------- | -------- | -------- | -------- | -------- | -------- | -------- | -------- |
| 44       |          |          |          | 1        | 2        | 3        | 4        |
| 45       | 5        | 6        | 7        | 8        | 9        | 10       | 11       |
| 46       | 12       | 13       | 14       | 15       | 16       | 17       | 18       |
| 47       | 19       | 20       | 21       | 22       | 23       | 24       | 25       |
| 48       | 26       | 27       | 28       | 29       | 30       |          |          |

| Dezember | Dezember | Dezember | Dezember | Dezember | Dezember | Dezember | Dezember |
| Kw       | Mo       | Di       | Mi       | Do       | Fr       | Sa       | So       |
| -------- | -------- | -------- | -------- | -------- | -------- | -------- | -------- |
| 48       |          |          |          |          |          | 1        | 2        |
| 49       | 3        | 4        | 5        | 6        | 7        | 8        | 9        |
| 50       | 10       | 11       | 12       | 13       | 14       | 15       | 16       |
| 51       | 17       | 18       | 19       | 20       | 21       | 22       | 23       |
| 52       | 24       | 25       | 26       | 27       | 28       | 29       | 30       |
| 1        | 31       |          |          |          |          |          |          |

## Ereignisse

### Politik und Weltgeschehen

#### Rosenkriege in England
Die Yorkisten unter John Neville, 1. Earl of Montagu, besiegen die Lancastrianer am 24. April in der Schlacht von Hedgeley Moor während der Rosenkriege. Knapp einen Monat später siegen sie am 15. Mai auch in der Schlacht von Hexham und brechen damit den letzten Widerstand des Hauses Lancaster gegen König Edward IV. im Norden Englands.

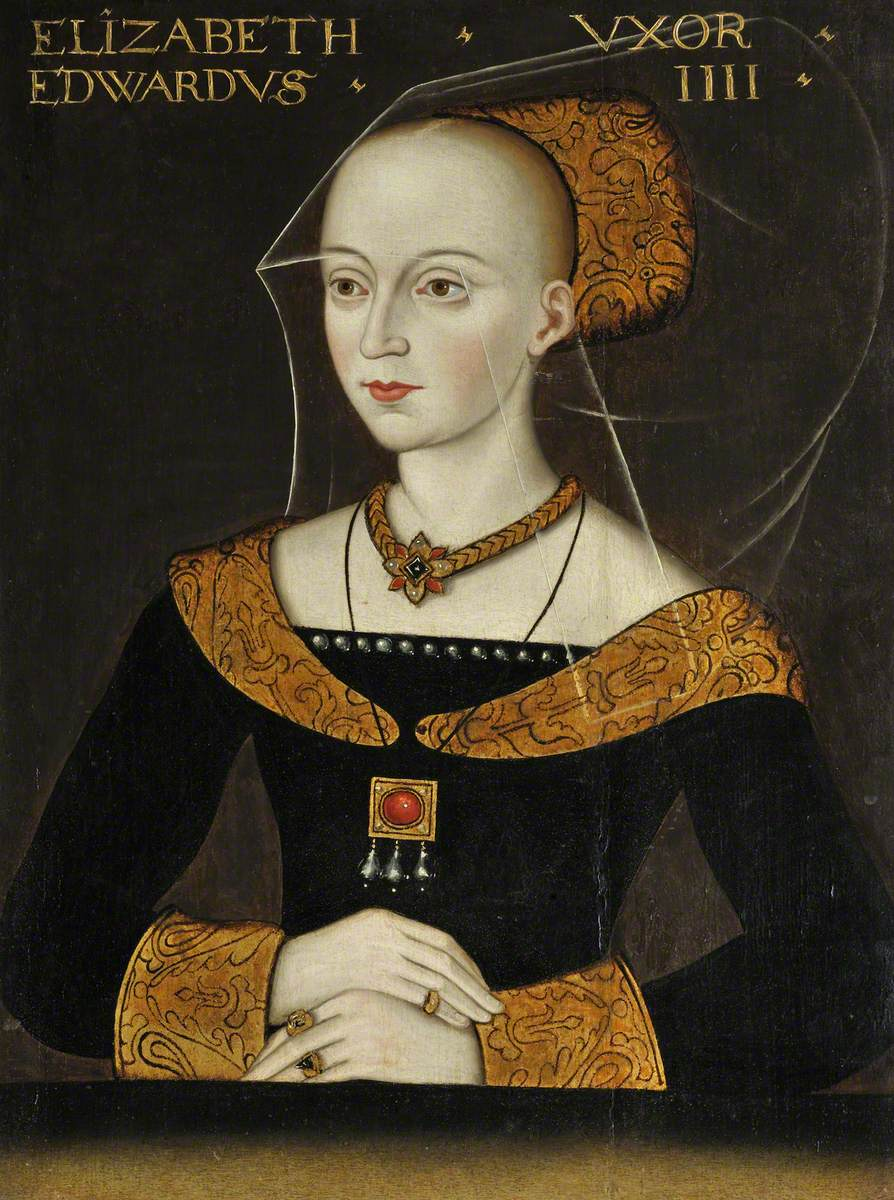
Elizabeth Woodville

- 1. Mai: Der englische König Edward IV. heiratet heimlich die aus niedrigem Adel stammende Elizabeth Woodville. Die Eheschließung, die erst im September bekannt wird, stellt eine Demütigung für Edwards Berater Richard Neville, 16. Earl of Warwick, dar, der zu diesem Zeitpunkt gerade versucht hat in Frankreich eine Ehe für den englischen König auszuverhandeln. Elizabeths Bruder Anthony Woodville, 2. Earl Rivers, bisher ein Anhänger der Lancasters, wird in der Folge einer der engsten Berater des Königs.

#### Weitere Ereignisse in Europa
- 9. Januar: In Brügge tritt erstmals eine Versammlung aller Stände der niederländischen Provinzen (Staten-Generaal van de Nederlanden) zusammen. Die Versammlung wird im Laufe der Zeit eigentlicher Souverän und ihr Name führt in der Folge zum Entstehen des deutschen Begriffs Generalstaaten als Synonym für die Niederlande.
- 5. Mai: Durch den Sonderfrieden von Neustadt Korczin mit dem Königreich Polen scheidet das Fürstbistum Ermland aus dem Preußischen Städtekrieg aus.
- 1. August: Nach dem Tod von Cosimo de’ Medici wird sein Sohn Piero di Cosimo de’ Medici führender Politiker in Florenz.

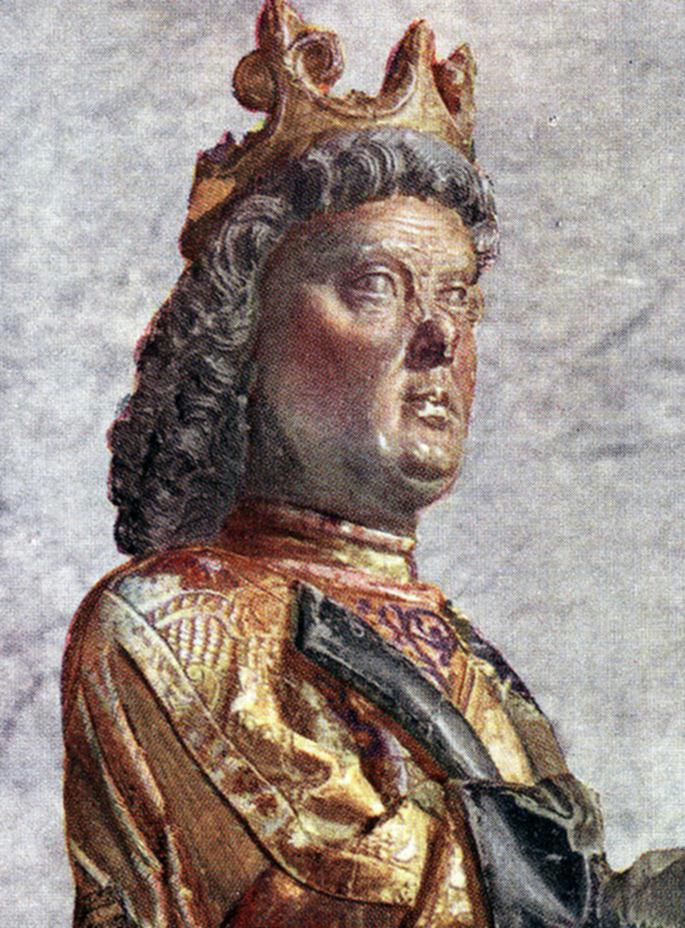
König Karl VIII., Skulptur von Bernt Notke

- In Schweden bricht ein Aufstand gegen die Herrschaft König Christians I. aus. Sein Vorgänger Karl VIII. wird zum zweiten Mal zum König von Schweden gekrönt.
- König Ferdinand I. von Neapel gründet den Hermelinorden. Der Wahlspruch des Ritterordens ist Malo mori quam foedari (Lieber will ich sterben, als besudelt werden).

### Wissenschaft und Technik
- Die Universität von Bourges wird gegründet.
- um 1464: Die Accademia Romana, die älteste und berühmteste römische Akademie der Renaissance, wird von dem Renaissance-Humanisten Julius Pomponius Laetus gegründet. Die Akademie sieht ihre Aufgabe in der Erforschung der antiken Vergangenheit Roms und in der Erneuerung und Pflege altrömischer Traditionen. Ihre Arbeit ist geprägt von Pomponius’ Konzept einer umfassenden historisch-philologischen Altertumswissenschaft, die das textkritische Studium der antiken Quellen mit der Erkundung der archäologischen Stätten und Funde verbindet.

### Kultur
- Baubeginn des Holstentores in Lübeck von Ratsbaumeister Hinrich Helmsted. Das Holstentor wird um 1478 fertiggestellt.

### Religion

#### Buddhismus
- Mit der Gründung des Klosters Gongkar Chöde in Gonggar in Tibet begründet Gongkar Künga Namgyel die Sakya-Unterschule der Gongkar-Tradition des tibetischen Buddhismus.

#### Christentum

Wappen Papst Pauls II.

Papst Pius II. stirbt am 14. August in Ancona. Seine sterblichen Überreste werden – vorerst – im Petersdom beigesetzt. Am 30. August wählt das Konklave nach dreitägiger Wahldauer im Vatikan Pietro Barbo zum neuen Papst. Eigentlich will dieser sich den Namen Formosus II. geben, aber die Kardinäle überreden ihn, diesen Namen nicht zu verwenden. Seine zweite Wahl fällt auf den Namen Marcus II., doch auch der Name des Evangelisten erscheint den Kardinälen als nicht angemessen, da sie wie Apostelnamen generell als Papstnamen unüblich sind. So überzeugen sie den neuen Papst, den Namen Paul II. anzunehmen, der als Name des Völkerapostels, der nicht zum Kreis der Zwölf und nicht zu den Evangelisten zählt, akzeptabel erscheint. Wie zu dieser Zeit üblich, verlangen die Kardinäle von Paul II. eine Wahlkapitulation, doch dieser widerruft seine Wahlkapitulation sofort nach seiner Krönung wieder.

## Geboren

### Geburtsdatum gesichert
- 03. Januar: Johannes Varnbüler, Bürgermeister von Lindau († 1545)
- 11. Januar: Wichmann Kruse, deutscher Rechtswissenschaftler und Theologe († 1534)
- 23. April: Robert Fayrfax, englischer Musiker und Komponist († 1521)
- 23. April: Johanna von Frankreich, französische Adlige, Herzogin von Orleans, Königin von Frankreich, Nonne, Ordensgründerin und Heilige († 1505)
- 06. Mai: Sofia Jagiellonka, polnische Adlige, Markgräfin von Brandenburg-Kulmbach und Brandenburg-Ansbach († 1512)
- 29. Mai: Roberto Pucci, Kardinal der römisch-katholischen Kirche († 1547)
- 30. Mai: Barbara von Brandenburg, deutsche Adlige, Markgräfin von Brandenburg, Herzogin von Glogau, Königin von Böhmen († 1515)
- 22. Juli: Christoph Herwart, deutscher Kaufmann († 1529)
- 23. August: Ludwig von Hanau-Lichtenberg, deutscher Adliger, Graf von Hanau-Lichtenberg († 1484)
- 19. November: Go-Kashiwabara, japanischer Adliger, 104. Kaiser von Japan († 1526)
- 28. November: Caspar Adelmann von Adelmannsfelden, deutscher Adliger, Humanist, Kanoniker († 1541)

### Genaues Geburtsdatum unbekannt
- vor 1464: Alexander Gordon, 3. Earl of Huntly, schottischer Adeliger und Teilnehmer an der Schlacht von Flodden Field († 1524)
- Anacaona, haitianische Königin der Taíno († 1504)
- Dayan Khan, mongolischer Khan
- Nezahualpilli, aztekischer Herrscher von Texcoco († 1515)
- Philipp von Burgund, niederländischer Adliger, Ritter, Admiral der Niederlande, Bischof von Utrecht († 1524)
- Heinrich Schickhardt der Ältere, deutscher Holzschnitzer, Kunstschreiner († 1540)
- Philippe de Villiers de l’Isle-Adam, französischer Adliger, 44. Großmeister des Johanniterordens († 1534)
- Wilhelm III. von Enckenvoirt, niederländischer Bischof von Tortosa und Utrecht, Kardinal († 1534)

## Gestorben

### Januar bis August
- 01. Januar: Johann III. von Eych, Fürstbischof von Eichstätt (* 1404)
- 12. Januar: Thomas Ebendorfer, österreichischer Theologe, Rektor der Wiener Universität (* 1388)
- 23. Februar: Zhengtong, sechster chinesischer Kaiser der Ming-Dynastie (* 1427)

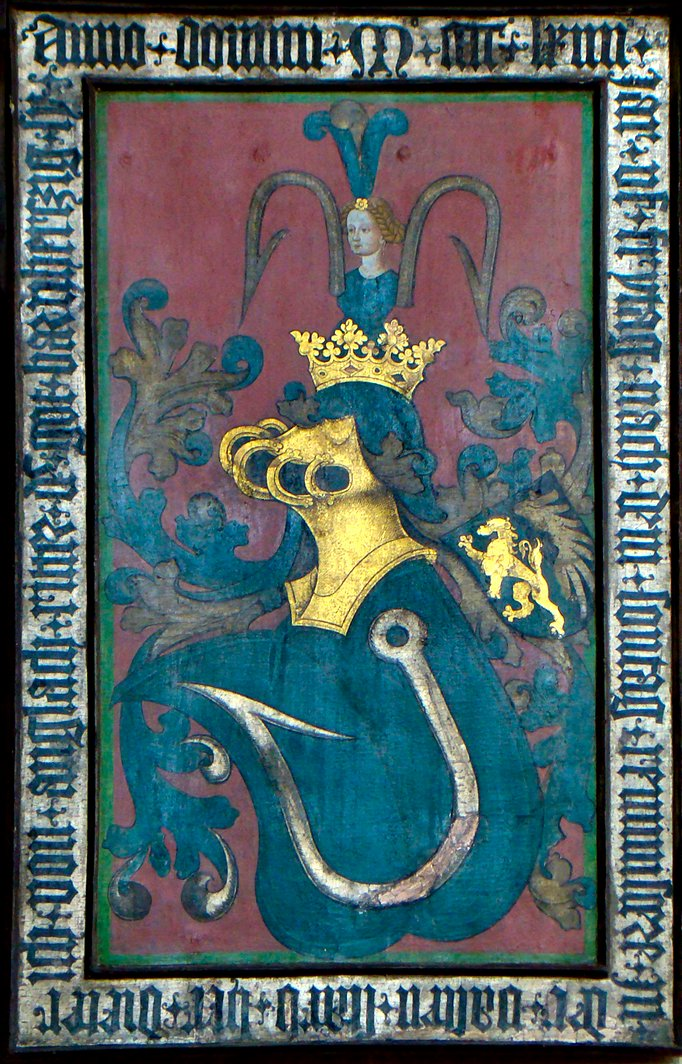
Totenschild des Dieter von Angelach in Marbach

- 02. März: Dieter VI. von Angelach-Angelach, deutscher Adliger, Reichsritter und Amtmann
- 08. März: Katharina von Podiebrad, Königin von Ungarn (* 1449)
- 25. Mai: Karl I., Graf von Nevers und Rethel (* 1414)
- 18. Juni: Rogier van der Weyden, flämischer Maler (* 1399)

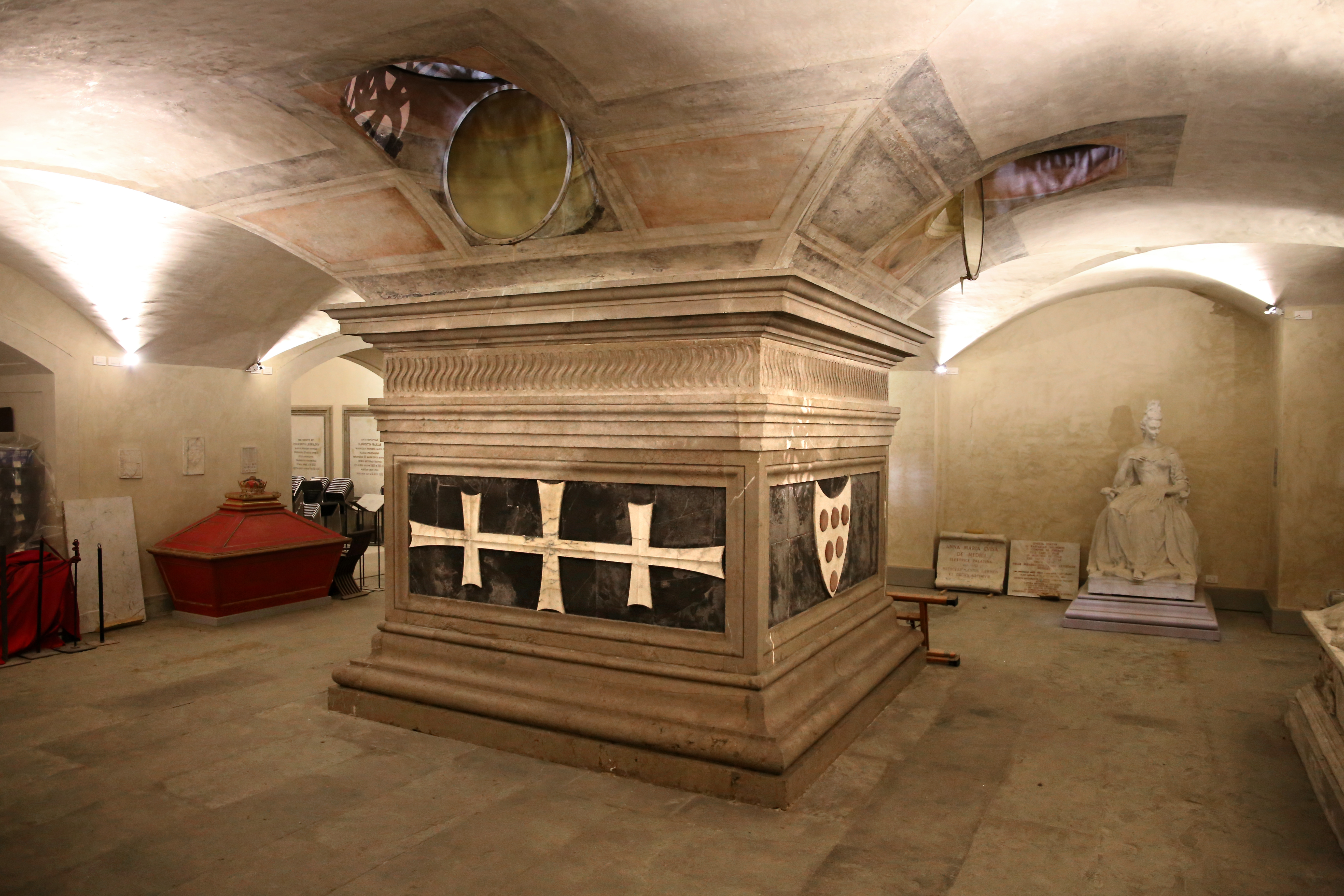
Cosimos Grab in der Krypta von San Lorenzo

- 01. August: Cosimo de’ Medici, Stadtherr von Florenz und Bankier, Begründer der Dynastie der Medici (* 1389)
- 11. August: Nikolaus von Kues, deutscher Kirchenmann, Kardinal und Universalgelehrter (* 1401)
- 14. August: Enea Silvio Piccolomini, unter dem Namen Pius II. Papst (* 1405)

### September bis Dezember
- 07. September: Friedrich II., Markgraf von Meißen, Landgraf von Thüringen, Kurfürst von Sachsen (* 1412)
- 07. September: Otto III., Herzog von Pommern-Stettin (* 1444)
- 24. September: John Clinton, 5. Baron Clinton, englischer Adliger (* 1410)
- 02. Oktober: Henrik Kalteisen, Erzbischof von Norwegen (* um 1390)
- 11. November: Friedrich III. von Beichlingen, Erzbischof von Magdeburg
- 13. November: Hans von Rechberg, deutscher Adliger, Oberster Hauptmann von Zürich (* um 1410)
- 16. November: Johann der Alchimist, Markgraf von Brandenburg-Kulmbach (* 1406)
- 19. November: Gregorio Correr, italienischer Humanist und Patriarch von Venedig (* 1409)
- 23. November: Margarete von Savoyen, Markgräfin von Montferrat, Dominikanerin sowie Selige der katholischen Kirche (* um 1382)
- 27. November: Heinrich IV. von Bubenberg, Schultheiss von Bern und Freiherr zu Spiez (* 1407)
- 02. Dezember: Blanca II. von Navarra, Titularkönigin von Navarra (* 1424)
- 04. Dezember: Maso Finiguerra, italienischer Goldschmied und Kupferstecher (* 1426)

### Genaues Todesdatum unbekannt
- um den 16. Januar: Desiderio da Settignano, italienischer Bildhauer (* um 1430)
- Bernhard II., deutscher Adliger, Herzog zu Braunschweig-Lüneburg, Fürst von Lüneburg
- Ernst von Troppau, böhmischer Adliger, Herzog von Troppau und Münsterberg (* um 1415)
- Heinrich III., deutscher Adliger, Fürst von Braunschweig-Grubenhagen (* 1416)
- John Capgrave, englischer Augustinermönch, Theologe, Historiker  (* 1396)